# Conostomum pusillum
Conostomum pusillum là một loài rêu trong họ Bartramiaceae. Loài này được Hook. & Wilson mô tả khoa học đầu tiên năm 1954.